# 茹法亮
茹法亮（じょ ほうりょう、435年 - 498年）は、南朝斉の権臣。本貫は呉興郡武康県。

## 経歴
宋の大明年間に小吏として身を立て、有力者の側近を歴任した。孝武帝の末年に酒法が作られ、選抜された180人からなる校猟が江南で違反者を摘発しては過度な鞭罰をふるったため、法亮はこれを恐れて縁故を頼り、出家して道士となった。明帝の初年に還俗して、阮佃夫に仕え、兗州刺史の孟次陽の下で典籤をつとめた。閲歴を重ねて蕭道成の下で冠軍府行参軍となった。
昇明2年（478年）、蕭賾が湓城に駐屯すると、法亮は蕭賾の下で江州典籤となり、南台御史に任じられ、松滋県令を兼ねた。法亮は命令を良く聞き、対処が早かったため、蕭賾に信任された。昇明3年（479年）、蕭賾に従って石頭城に入った。斉の建元初年、蕭賾が皇太子に立てられると、法亮は東宮主書に転じ、奉朝請の位を受け、東宮通事舎人に任じられた。武帝（蕭賾）が即位すると、法亮は中書通事舎人となり、員外郎の位を受け、南済陰郡太守を兼ねた。法亮は呂文度や呂文顕らとともに武帝に仕えて権勢をふるい、太尉の王倹は「わたしは大位にあるといえども、実権を掌握することでは茹公に及ばない」とつねづねこぼしていた。
永明元年（483年）、龍驤将軍の号を受けた。永明2年（484年）、望蔡県男に封じられた。給事中・羽林監に転じた。永明7年（489年）、臨淮郡太守に任じられ、竟陵王蕭子良の下で司徒中兵参軍をつとめた。
永明8年（490年）、巴東王蕭子響が荊州で部下を殺害すると、武帝は軍を派遣して西上させ、法亮に蕭子響をなだめるよう命じた。法亮が江津にやってくると、蕭子響は法亮を呼び出そうとしたが、法亮は疑い恐れて行かなかった。さらに蕭子響は武帝の詔を見せるよう求めたが、法亮は詔文を送らなかった。このため蕭子響は怒り、兵を派遣して尹略の軍を破った。蕭子響の乱が鎮圧されると、法亮は江陵に入り、武帝の勅命と称して反乱者への処罰や功労者への賞与を独断で決裁した。軍が凱旋すると、武帝は蕭子響を殺したことを悔やんで法亮を責めたが、しばらくするとその信任はもとの通りとなった。法亮の邸は広壮で豪華であり、武帝の中住まいである延昌殿に匹敵するほどであった。後にその邸には魚池釣台が作られ、盛り土して館は高層化され、回廊の長さは1里近くに達した。邸の庭の竹林花薬の美は、皇帝所有の庭園ですら及ばなかった。永明11年（493年）、蕭昭業が即位すると、法亮は歩兵校尉に任じられた。延興元年（494年）、前軍将軍の号を受けた。
永泰元年（498年）、王敬則の乱が鎮圧されると、法亮は明帝の命を受けて諸郡の民心をなだめるため出向いたが、成功しなかった。蕭宝巻が即位すると、法亮は大司農とされたが、旨味のある中書の職を手放したがらず、固辞して受けようとしなかった。しかし前職はすでに他人のものとなっていたため、法亮は涙を流して大司農の任についた。在官のまま死去した。享年は64。

## 伝記資料
- 『南斉書』巻56 列伝第37
- 『南史』巻77 列伝第67